# Kõo (Põhja-Sakala)
Kõo (Duits: Wolmarshof) is een plaats in de Estlandse gemeente Põhja-Sakala, provincie Viljandimaa. De plaats heeft de status van dorp (Estisch: küla).
Tot in oktober 2017 was Kõo de hoofdplaats van de gemeente Kõo. In die maand ging Kõo op in de fusiegemeente Põhja-Sakala.

## Bevolking
Het dorp had 296 inwoners op 31 december 2011 en 259 inwoners op 31 december 2021.

## Ligging
Kõo ligt aan de Tugimaantee 38, de weg van Põltsamaa naar Võhma.

## Geschiedenis
Kõo werd voor het eerst genoemd in 1583 onder de naam Kiedikula. In de 17e eeuw werd een landgoed Kõo (Estisch) of Wolmarshof (Duits) gesticht. Het landgoed behoorde eerst toe aan de familie Wrangel en later aan de Russische staat. Het barokke landhuis is gebouwd in 1774.
In 1977 werd het dorp Koõ samengevoegd met de verspreide bebouwing op het voormalige landgoed.